# British Experts Trial
El British Experts Trial (en català: Trial d'Experts Britànics) fou una competició de trial que se celebrava anualment al Regne Unit entre el 1929 i el 2008. Organitzada pel Birmingham Motorcycle Club i coneguda sovint simplement com a l'«Experts», la prova es disputava tradicionalment a la darreria de novembre en indrets itinerants, per bé que els més habituals eren Stroud, a Gloucestershire (Anglaterra) i Llandrindod, a Powys (Gal·les). Durant anys, fou una de les tres proves més emblemàtiques de trial de la Gran Bretanya, juntament amb els Sis Dies d'Escòcia i l'Scott Trial.
Per a poder participar en el British Experts Trial calia ser un pilot de gran nivell, ja que només hi accedien per estricta invitació de l'ACU aquells que havien reeixit durant la temporada, tant en categoria individual com en sidecar. Fins que no es va instaurar el Campionat britànic, el guanyador de la prova era considerat "de facto" el millor pilot britànic de l'any en aquesta disciplina. El 2016, quan feia anys que la prova s'havia discontinuat, el West of England Club (autoritzat pel Birmingham MCC) la tornà a convocar, aquest cop al juliol i a Devon.

## Història

### Naixement de la prova

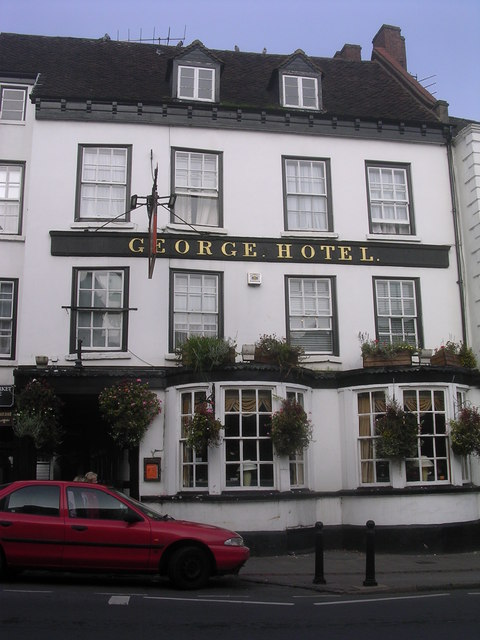
El George Hotel de Bewdley, punt de sortida de la primera edició

El febrer de 1929, un pagès que presenciava un trial organitzat als Cotswolds pel Birmingham Motorcycle Club li suggerí a Fred Watson, president de l'entitat, que fóra bo de poder veure un trial on només hi participessin autèntics experts. A Watson li agradà la idea i la proposà a la següent reunió de junta del motoclub, amb el resultat d'una entusiasta aprovació. Un cop programat aquest nou esdeveniment per al 23 de novembre d'aquell any, Graham Goodman es presentà voluntari per a dirigir-lo i trià com a punt de sortida el George Hotel de Bewdley, Worcestershire -a només 35 km de Birmingham-, amb l'arribada al Greet Motordrome (el circuit de speedway de Birmingham). Per a aquella primera edició es dotaren dos trofeus valorats en 100 guinees (uns 123 euros al canvi, suma molt important a l'època): la Copa Skefko d'or per al guanyador individual i la Palmer d'argent per als guanyadors en sidecars.
El Birmingham MCC va demanar permís a l'ACU per a poder anomenar la prova "Motor Cycle Championship", però la federació s'hi va negar adduint que el nom seria inadequat si en un futur s'instaurava un Campionat Britànic de trial (cosa que es va acabar fent el 1950). El nom alternatiu proposat, "British Experts", fou aprovat sense problema.

#### Context històric
A l'època en què es va instaurar l'Experts, feia poc que els fabricants de motocicletes britànics havien començat a oferir models especialitzats (superant, doncs, l'etapa inicial en què les motos que s'hi empraven eren les de carretera, com a molt amb el tub d'escapament aixecat). Les noves motos de trial tenien menys distància entre eixos, canvis a la forquilla anterior per a facilitar la maniobrabilitat, dipòsits de benzina més prims, magnetos més impermeabilitzats i desenvolupaments adients. A més, els fabricants de pneumàtics havien ideat els primers dissenys destinats a proporcionar adherència sobre terrenys com ara el fang, roques i arrels d'arbres. Per la seva banda, el trial com a disciplina esportiva començava a diferenciar-se definitivament de l'actual enduro, passant a prioritzar l'habilitat dins les seccions observades ("zones") per sobre de la regularitat horària mantinguda en el recorregut.

### Primeres edicions

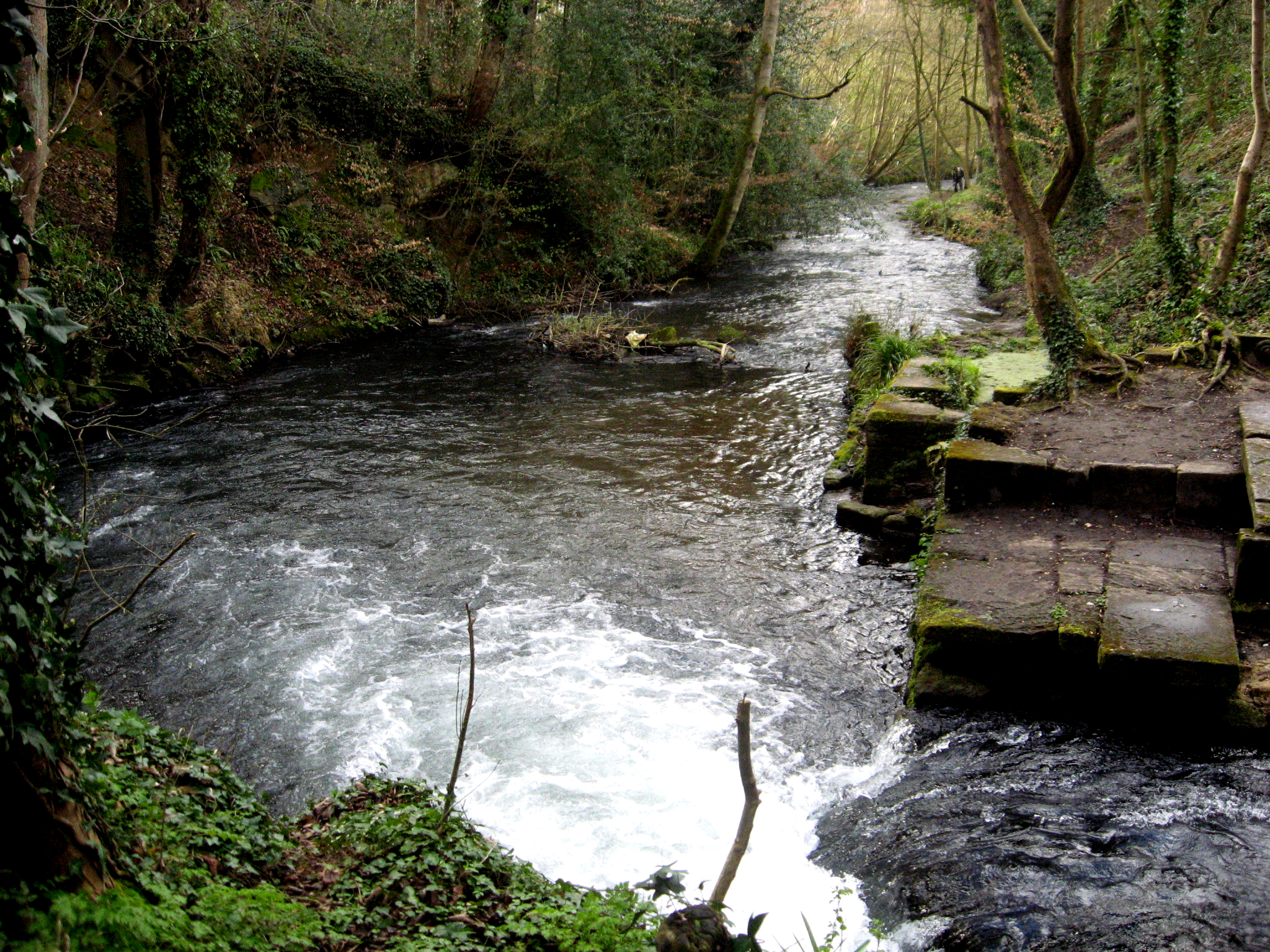
El riu Frome prop de Stroud, on va disputar-se la prova fins al 1939

El guanyador de la primera edició, en què hi participaren 24 "experts", fou el pilot estel·lar de BSA Bert Perrigo (anys a venir, director de l'equip de competició de la firma), equipat amb el nou model de 350 cc de la marca britànica. Cal dir que el nivell dels pilots d'aleshores era encara força millorable. Es diu que un granger per les terres del qual discorria la prova li preguntà a un jutge de zona fins a quin punt eren experts els participants: «Oh, i tant! -contestà l'oficial- són la flor i nata del país». «De debò? -contestà el granger - A mi em semblen una colla d'arreplegats. Si aquests són experts, odiaria veure els principiants!»
Pel fet de disputar-se a Bewdley, l'organització va poder comptar amb nombrosos voluntaris i va poder oferir un emplaçament situat més o menys al centre del conjunt d'Anglaterra i el País de Gal·les. L'inconvenient del lloc, però, era la manca de terreny adequat per a la pràctica del trial. De fet, gairebé totes les zones es basaven en terreny pla i enfangat, com ara les anomenades Rue de Hofman, Sling Fordrough, Satan's Arcade, Gay Hill o The Swamp. Tanmateix, entre els espectadors d'aquella primera edició hi havia afeccionats de la zona de Stroud, a Gloucestershire (entre ells, el propietari de la marca de motocicletes i autocicles Baughan Harry Baughan) els quals, sabedors que al seu territori hi abundaven terrenys òptims per a aquest esport, s'oferiren per a organitzar la següent edició. L'oferiment s'acceptà i el 1930 la prova canvià el seu emplaçament a Stroud (amb centre neuràlgic al Bear Hotel de Rodborough), on es mantingué amb èxit durant tota la dècada.
Durant els anys 30, la victòria a l'Experts se la disputaven els pilots oficials de les nombroses fàbriques de les Midlands: Len Heath amb Ariel, Bert Perrigo i Fred Povey amb BSA, Vic Brittain amb Norton i Charlie Rogers amb Royal Enfield. La victòria del local Jack Williams, de Cheltenham, amb Rudge el 1932 li suposà un contracte immediat amb Norton. Algunes zones estrenades aleshores encara es fan servir actualment en trials de motos clàssiques, com ara l'ascensió per l'"Escala de Nailsworth" (Nailsworth Ladder) cap als vessants costeruts del Golden Valley i la "Bàscula" (Weighbridge), una forta pujada rocosa al costat del Pub Weighbridge. En aquella època, els directors de l'Experts eren Harry Baughan i Graham Goodman.
L'edició de 1939 fou la darrera abans que l'inici de les hostilitats de la Segona Guerra Mundial suposessin la interrupció de la seva celebració.

### La postguerra
El 1946, acabada la guerra, el trial va tornar a Stroud en uns moments en què aquest esport s'havia popularitzat força pel fet que, durant el conflicte, molts soldats destinats al servei de missatgers de l'exèrcit britànic havien après a conduir motocicletes fora d'asfalt, sobretot la Matchless 350 (la moto preferida dels missatgers de l'exèrcit i la primera a dur suspensió anterior). El 1947, la prova va passar a la zona de Skipton, a Yorkshire, i el guanyador en fou el pilot local Artie Ratcliffe (de Bradford), amb una Matchless. Després de tornar una sola vegada a Stroud, el 1948, i passar per Exeter (Devon) el 1949, l'Experts es desplaçà el 1950 a les Midlands, on anà canviant d'emplaçament durant anys.

### Les dècades de 1960 i 1970

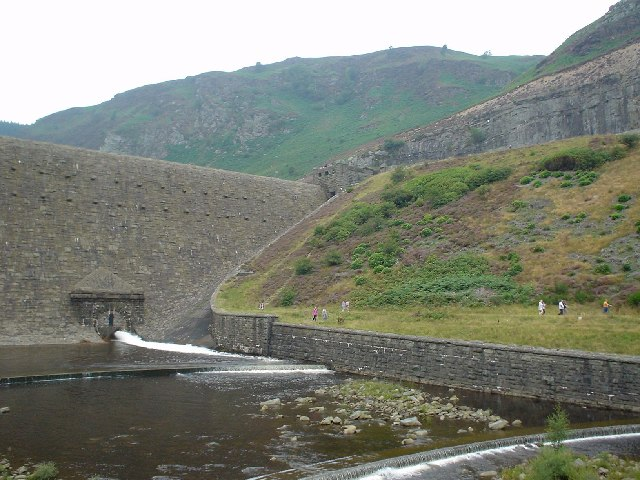
El dic de Caban-Coch, prop de Rhayader, on hi havia la famosa zona del Caban Dam

El 1959, la prova es tornà a reubicar, entrant per primer cop al País de Gal·les. Des d'aleshores, se celebrà durant dècades gairebé sempre a Powys, primer a Llandrindod i després a Rhayader. Segons l'opinió dels entesos, aquesta fou l'època d'or del British Experts, quan el trial era encara un esport amable i les zones no eren tan impracticables per als neòfits com en l'actualitat. A les edicions celebrades pels voltants de Llandrindod Wells, dirigides per Olga Kevelos, s'hi marcaven unes zones inspirades i tècniques, com ara les d'Ashfield, prop de la carretera de Rhayader a Builth Wells, on calia superar un torrent ple de roques nevades, o les anomenades Bongham Alley.
Altres zones d'aquesta època que han passat a la història són les que hi havia prop de Pembridge, les del riu de Cefnllyn, les dels embassaments de la vall de l'Elan (entre elles, la de Caban Dam) o les de la granja de Llwyncwtta, a l'est de Rhayader. Com era habitual llavors, les zones eren d'allò més natural, pràcticament no calia ni delimitar-les (uns pocs senyals n'indicaven l'entrada i la sortida, i el pilot triava la trajectòria que li semblava).
Cap al final dels 70, la progressiva millora tecnològica de les muntures, iniciada el 1965 amb l'aparició de les motocicletes de dos temps catalanes (Bultaco, Montesa i OSSA), va fer que el trial s'anés fent cada cop més difícil i especialitzat, perdent de mica en mica l'esperit inicial d'aquesta prova. A més, a causa dels anys que portava celebrant-se, l'Experts havia anat perdent el seu inicial prestigi. Un factor que en desvirtuava sovint el resultat era el del marge de temps que es donava als participants, tan ajustat que de vegades causava desqualificacions massives: el 1969, quasi tots els competidors individuals varen ser exclosos per haver fet tard, de manera que el guanyador fou sorprenentment l'irlandès John Harrison (Bultaco); els anys 1974 i 1975, Mick Wilkinson (OSSA) aconseguí dues victòries consecutives només per haver estat el millor dels pocs que van arribar a temps, mentre la gran majoria dels seus rivals eren desqualificats.

### Les dècades de 1980 i 1990
El 1981, el British Experts Trial es disputà per primer cop a Hawkstone Park, vora el famós circuit de motocròs, on romangué onze anys seguits. Durant aquella època, el dominador indiscutible de la prova va ser Steve Saunders, qui en va guanyar nou edicions entre el 1982 i el 1993. La seva primera victòria, el 1982, l'obtingué amb una Bultaco Sherpa T a només 17 anys, cosa que el convertí en el pilot més jove a haver guanyat mai l'Experts (el rècord anterior el tenia Bill Wilkinson, guanyador el 1960 a 19 anys).

### El final de la prova
El 2009, amb més de 70 edicions celebrades, l'Experts va desaparèixer del calendari juntament amb altres proves de prestigi -com ara el John Douglas, el Kickham i el Wye Valley Traders- quan l'ACU va decidir que totes les proves del campionat estatal havien de discórrer totalment per fora de carretera, amb la qual cosa la majoria de trials van haver de reduir dràsticament el seu recorregut.
Uns anys després, el 2016, el West of England Club va demanar permís al Birmingham Motorcycle Club per a ressuscitar la històrica prova, cosa que va aconseguir. El darrer British Experts Trial fins a l'actualitat se celebrà, doncs, el 3 de juliol del 2016, a la granja Kelly Farm de Lustleigh, Devon. La principal diferència entre aquesta nova edició amb les antigues és que ja no va caldre que els participants haguessin de guanyar el dret d'inscripció mitjançant un sistema de punts durant la temporada, sinó que era obert a tots els competidors que tinguessin prou nivell com per a prendre-hi part. El guanyador en fou el pilot de Sherco James Fry.

## Llista de guanyadors
A 1 de gener de 2021
Font:
| Edició                                                     | Any  | Lloc                              | Comtat                            | Motocicletes                      | Motocicletes                      | Sidecars                          | Sidecars                          |
| Edició                                                     | Any  | Lloc                              | Comtat                            | Guanyador                         | Moto                              | Guanyador                         | Sidecar                           |
| ---------------------------------------------------------- | ---- | --------------------------------- | --------------------------------- | --------------------------------- | --------------------------------- | --------------------------------- | --------------------------------- |
| I                                                          | 1929 | Bewdley                           | Worcestershire                    | Bert Perrigo                      | BSA                               | Dennis Mansell                    | Norton                            |
| II                                                         | 1930 | Stroud                            | Gloucestershire                   | Len Heath                         | Ariel                             | Stuart Waycott                    | Rudge                             |
| III                                                        | 1931 | Stroud                            | Gloucestershire                   | Bert Perrigo                      | BSA                               | Stuart Waycott                    | Rudge                             |
| IV                                                         | 1932 | Stroud                            | Gloucestershire                   | Jack Williams                     | Rudge                             | Harold Flook                      | Norton                            |
| V                                                          | 1933 | Stroud                            | Gloucestershire                   | Fred Povey                        | BSA                               | Harold Flook                      | Norton                            |
| VI                                                         | 1934 | Stroud                            | Gloucestershire                   | Fred Povey                        | BSA                               | Harold Flook                      | BSA                               |
| VII                                                        | 1935 | Stroud                            | Gloucestershire                   | Len Heath                         | Ariel                             | Harold Flook                      | BSA                               |
| VIII                                                       | 1936 | Stroud                            | Gloucestershire                   | Vic Brittain                      | Norton                            | Harold Flook                      | BSA                               |
| IX                                                         | 1937 | Stroud                            | Gloucestershire                   | Charlie Rogers                    | Royal Enfield                     | Dennis Mansell                    | Norton                            |
| X                                                          | 1938 | Stroud                            | Gloucestershire                   | Allan Jefferies                   | Triumph                           | Dennis Mansell                    | Norton                            |
| XI                                                         | 1939 | Stroud                            | Gloucestershire                   | Vic Brittain Jack Williams        | Norton · Norton                   | Harold Flook                      | Norton                            |
| 1940 - 1945: A causa de la II Guerra Mundial no es disputà |      |                                   |                                   |                                   |                                   |                                   |                                   |
| XII                                                        | 1946 | Stroud                            | Gloucestershire                   | Bob Ray                           | Ariel                             | Harold Tozer                      | BSA                               |
| XIII                                                       | 1947 | Skipton                           | North Yorkshire                   | Artie Ratcliffe                   | Matchless                         | Harold Tozer                      | BSA                               |
| XIV                                                        | 1948 | Stroud                            | Gloucestershire                   | Hugh Viney                        | AJS                               | Harold Tozer                      | BSA                               |
| XV                                                         | 1949 | Exeter                            | Devon                             | Artie Ratcliffe                   | Matchless                         | Arthur Humphries                  | Norton                            |
| XVI                                                        | 1950 | Church Stretton                   | Shropshire                        | Bill Nicholson                    | BSA                               | Harold Tozer                      | BSA                               |
| XVII                                                       | 1951 | Buxton                            | Derbyshire                        | Tom Ellis                         | BSA                               | Cyril Kemp                        | Norton                            |
| XVIII                                                      | 1952 | Stroud                            | Gloucestershire                   | John Brittain                     | Royal Enfield                     | Harold Tozer                      | BSA                               |
| XIX                                                        | 1953 | Newtown                           | Cheshire?                         | John Brittain                     | Royal Enfield                     | Frank Wilkins                     | Ariel                             |
| XX                                                         | 1954 | Newtown                           | Cheshire?                         | Bill Nicholson                    | BSA                               | Frank Darrieulat                  | BSA                               |
| XXI                                                        | 1955 | Winchcombe                        | Gloucestershire                   | Jeff Smith                        | BSA                               | Arthur Humphries                  | Norton                            |
| XXII                                                       | 1956 | Ludlow                            | Shropshire                        | Jeff Smith                        | BSA                               | Frank Darrieulat                  | BSA                               |
| XXIII                                                      | 1957 | Ludlow                            | Shropshire                        | Gordon Jackson                    | AJS                               | Frank Wilkins                     | Ariel                             |
| XXIV                                                       | 1958 | Ludlow                            | Shropshire                        | Gordon Jackson                    | AJS                               | Frank Wilkins                     | Ariel                             |
| XXV                                                        | 1959 | Llandrindod                       | Powys                             | Sammy Miller                      | Ariel                             | Frank Wilkins                     | Ariel                             |
| XXVI                                                       | 1960 | Llandrindod                       | Powys                             | Bill Wilkinson                    | Greeves                           | Bill Slocombe                     | BSA                               |
| XXVII                                                      | 1961 | Llandrindod                       | Powys                             | Gordon Jackson                    | AJS                               | Peter Wraith                      | Ariel                             |
| XXVIII                                                     | 1962 | Ludlow                            | Shropshire                        | Sammy Miller                      | Ariel                             | Ron Langston                      | Ariel                             |
| XXIX                                                       | 1963 | Llandrindod                       | Powys                             | Jeff Smith                        | BSA                               | Ron Langston                      | Ariel                             |
| XXX                                                        | 1964 | Llandrindod                       | Powys                             | Sammy Miller                      | Ariel                             | Ron Langston                      | Ariel                             |
| XXXI                                                       | 1965 | Llandrindod                       | Powys                             | Scott Ellis                       | BSA                               | Ron Langston                      | Ariel                             |
| XXXII                                                      | 1966 | Llandrindod                       | Powys                             | Sammy Miller                      | Bultaco                           | Alan Morewood                     | Ariel                             |
|                                                            | 1967 | Suspès a causa de la febre aftosa | Suspès a causa de la febre aftosa | Suspès a causa de la febre aftosa | Suspès a causa de la febre aftosa | Suspès a causa de la febre aftosa | Suspès a causa de la febre aftosa |
| XXXIII                                                     | 1968 | Llandrindod                       | Powys                             | Sammy Miller                      | Bultaco                           | Alan Morewood                     | Ariel                             |
| XXXIV                                                      | 1969 | Llandrindod                       | Powys                             | John Harrison                     | Bultaco                           | Roy Bradley                       | Ariel                             |
| XXXV                                                       | 1970 | Llandrindod                       | Powys                             | Malcolm Rathmell                  | Bultaco                           | Alan Morewood                     | Ariel                             |
| XXXVI                                                      | 1971 | Llandrindod                       | Powys                             | Rob Edwards                       | Montesa                           | Ray Round                         | BSA                               |
| XXXVII                                                     | 1972 | Llandrindod                       | Powys                             | Malcolm Rathmell                  | Bultaco                           | Ray Round                         | BSA                               |
| XXXVIII                                                    | 1973 | Rhayader                          | Powys                             | Clive Smith                       | Montesa                           | Arthur Lampkin                    | Bultaco                           |
| XXXIX                                                      | 1974 | Rhayader                          | Powys                             | Mick Wilkinson                    | OSSA                              | Jack Mathews                      | OSSA                              |
| XL                                                         | 1975 | Rhayader                          | Powys                             | Mick Wilkinson                    | OSSA                              | Colin Dommet                      | Kawasaki                          |
| XLI                                                        | 1976 | Lypiatt                           | Gloucestershire                   | Rob Shepherd                      | Montesa                           | Colin Dommet                      | Suzuki                            |
| XLII                                                       | 1977 | Burrington                        | Devon                             | Martin Lampkin                    | Bultaco                           | Adrian Clarke                     | Honda                             |
| XLIII                                                      | 1978 | Rhayader                          | Powys                             | Martin Lampkin                    | Bultaco                           | Adrian Clarke                     | Montesa                           |
| XLIV                                                       | 1979 | Knighton                          | Powys                             | John Reynolds                     | Suzuki                            | Adrian Clarke                     | Montesa                           |
| XLV                                                        | 1980 | Knighton                          | Powys                             | Malcolm Rathmell                  | Montesa                           | Adrian Clarke                     | Montesa                           |
| XLVI                                                       | 1981 | Hawkstone Park                    | Shropshire                        | Peter Cartwright                  | Italjet                           | J. Gaskell                        | ?                                 |
| XLVII                                                      | 1982 | Hawkstone Park                    | Shropshire                        | Steve Saunders                    | Bultaco                           | G. Gadsby                         | ?                                 |
| XLVIII                                                     | 1983 | Hawkstone Park                    | Shropshire                        | John Lampkin                      | Fantic                            | J. Gaskell                        | ?                                 |
| XLIX                                                       | 1984 | Hawkstone Park                    | Shropshire                        | Steve Saunders                    | Armstrong                         | S. Rowland                        | ?                                 |
| L                                                          | 1985 | Hawkstone Park                    | Shropshire                        | Steve Saunders                    | Honda                             | S. Rowland                        | ?                                 |
| LI                                                         | 1986 | Hawkstone Park                    | Shropshire                        | Steve Saunders                    | Honda                             | Robin Luscombe                    | ?                                 |
| LII                                                        | 1987 | Hawkstone Park                    | Shropshire                        | Steve Saunders                    | Fantic                            | Robin Luscombe                    | ?                                 |
| LIII                                                       | 1988 | Hawkstone Park                    | Shropshire                        | Steve Saunders                    | Fantic                            | K. Hart                           | ?                                 |
| LIV                                                        | 1989 | Hawkstone Park                    | Shropshire                        | Steve Saunders                    | Fantic                            | B. Rushton                        | ?                                 |
| LV                                                         | 1990 | Hawkstone Park                    | Shropshire                        | Steve Saunders                    | Beta                              | B. Rushton                        | ?                                 |
| LVI                                                        | 1991 | Hawkstone Park                    | Shropshire                        | Robert Crawford                   | Montesa                           | Robin Luscombe                    | ?                                 |
| LVII                                                       | 1992 | Bagtor Barton                     | Devon                             | Steve Colley                      | Beta                              | Robin Luscombe                    | ?                                 |
| LVIII                                                      | 1993 | Dob Park                          | West Yorkshire                    | Steve Saunders                    | Gas Gas                           | Robin Luscombe                    | ?                                 |
| LIX                                                        | 1994 | Dob Park                          | West Yorkshire                    | ?                                 | ?                                 | ?                                 | ?                                 |
| 1995 - 2008: Sense dades                                   |      |                                   |                                   |                                   |                                   |                                   |                                   |
| 2009 - 2015: No disputat                                   |      |                                   |                                   |                                   |                                   |                                   |                                   |
| ?                                                          | 2016 | Lustleigh                         | Devon                             | James Fry                         | Sherco                            | -                                 | -                                 |

1. ↑  Ex aequo